# Ніколас Заттльбергер
Ні́колас За́ттльбергер (нім. Nikolas Sattlberger; нар. 18 січня 2004, Відень) — австрійський футболіст, півзахисник бельгійського клубу «Генк».

## Клубна кар'єра

### «Рапід»
Виступав за молодіжні команди клубів Інтер АГО та «Ферст», а в січні 2018 року приєднався до футбольної академії віденського «Рапіда». В жовтні 2020 року почав викликатися до другої команди «Рапіда», за яку дебютував 6 листопада 2020 року в матчі Другої ліги проти «Горна», замінивши Мартіна Моорманна. 13 травня 2022 року забив свій перший гол за «Рапід II» в поєдинку Другої ліги проти клубу «Янг Вайолетс».
21 липня 2022 року дебютував в основному складі «Рапіда» в матчі другого кваліфікаційного раунду Ліги конференцій УЄФА проти польської «Лехії» (Гданськ), замінивши Алексу Пеїча. Через три дні дебютував в австрійській Бундеслізі, вийшовши в стартовому складі в поєдинку з «Рідом». В наступному сезоні 2023–24 став гравцем основного складу «Рапіда», за який провів 38 поєдинків.

### «Генк»
5 серпня 2024 року перейшов у бельгійський клуб «Генк», підписавши п'ятирічний контракт. Сума трансферу становила близько 1,7 млн євро. 11 серпня 2024 року дебютував за «Генк» в матчі Про-ліги проти «Брюгге», вийшовши в стартовому складі. 30 серпня в поєдинку Про-ліги проти «Вестерло» забив свій перший гол за «Генк».

## Кар'єра в збірній
Виступав за збірні Австрії до 15, до 16, до 17, до 18, до 19 років і до 21 року.

## Статистика виступів
Станом на 15 серпня 2025
| Клуб              | Сезон             | Чемпіонат         | Чемпіонат | Чемпіонат | Кубок | Кубок | Єврокубки | Єврокубки | Інші  | Інші | Всього | Всього |
| Клуб              | Сезон             | Дивізіон          | Матчі     | Голи      | Матчі | Голи  | Матчі     | Голи      | Матчі | Голи | Матчі  | Голи   |
| ----------------- | ----------------- | ----------------- | --------- | --------- | ----- | ----- | --------- | --------- | ----- | ---- | ------ | ------ |
| Рапід (Відень) II | 2020–21           | Друга ліга        | 7         | 0         | —     | —     | —         | —         | —     | —    | 7      | 0      |
| Рапід (Відень) II | 2021–22           | Друга ліга        | 7         | 1         | —     | —     | —         | —         | —     | —    | 7      | 1      |
| Рапід (Відень) II | 2022–23           | Друга ліга        | 17        | 0         | —     | —     | —         | —         | —     | —    | 17     | 0      |
| Рапід (Відень) II | Всього            | Всього            | 31        | 1         | —     | —     | —         | —         | —     | —    | 31     | 1      |
| Рапід (Відень)    | 2022–23           | Бундесліга        | 3         | 0         | 0     | 0     | 3         | 0         | —     | —    | 6      | 0      |
| Рапід (Відень)    | 2023–24           | Бундесліга        | 30        | 0         | 4     | 0     | 4         | 0         | —     | —    | 38     | 0      |
| Рапід (Відень)    | Всього            | Всього            | 33        | 0         | 4     | 0     | 7         | 0         | —     | —    | 44     | 0      |
| Генк              | 2024–25           | Про-ліга          | 26        | 1         | 3     | 0     | 0         | 0         | 0     | 0    | 29     | 1      |
| Генк              | 2025–26           | Про-ліга          | 4         | 0         | 0     | 0     | 0         | 0         | 0     | 0    | 4      | 0      |
| Генк              | Всього            | Всього            | 30        | 1         | 3     | 0     | 0         | 0         | 0     | 0    | 33     | 1      |
| Всього за кар'єру | Всього за кар'єру | Всього за кар'єру | 93        | 2         | 7     | 0     | 7         | 0         | 0     | 0    | 107    | 2      |

1. 1 2  Матчі в Лізі конференцій УЄФА